# Нікелін

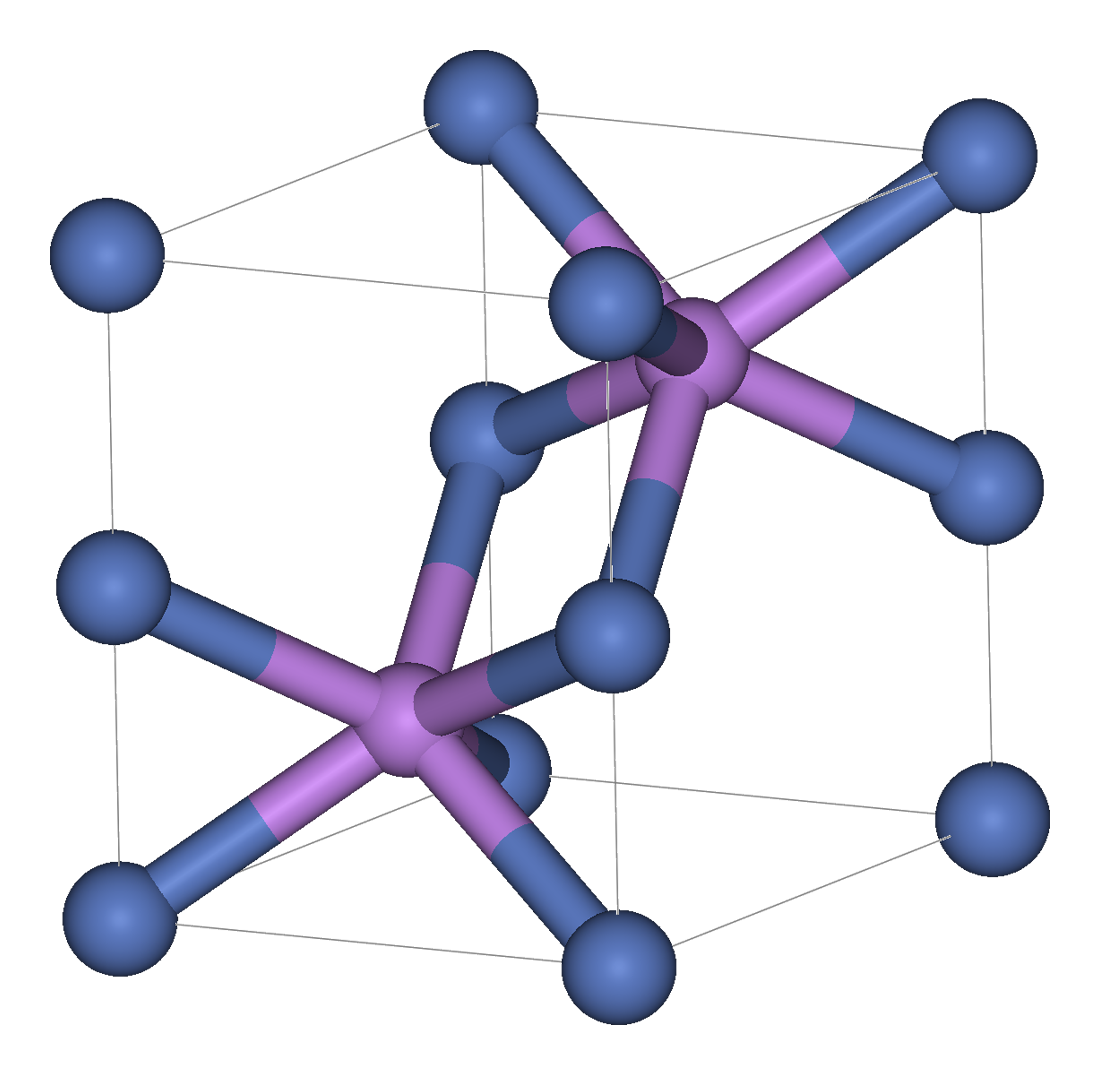
Структура чарунки мінералу нікеліну

Нікелін — мінерал, арсенід нікелю координаційної будови. 
Руда нікелю.
Синоніми: ніколіт, колчедан, нікелевий червоний купфернікель.

## Етимологія та історія
Середньовічні шахтарі, які шукали мідь у Рудних горах, іноді знаходили червоний мінерал, зовні схожий на мідну руду. Під час спроби видобутку мідь не вироблялася, і згодом шахтарі захворіли на таємничу хворобу. Вони звинуватили духа німецької міфології — злого карлика Нікеля, який підсовував гірникам Саксонії замість якісної мідної руди схожу на неї речовину, але з якої не можна було виготувати ні мідь, ні взагалі хоч якийсь метал. Зіпсований метал шахтарі називали «купфернікель», тобто нікелева мідь, що використовувалось як лайливе слово, ніби як «чортова мідь». Пізніше з'ясувалося, що це був мінерал нікелін (ніколіт, нікелевий червоний купфернікель).
Така руда дійсно була «купфернікелем» — мідно-нікелева, бо в природі елемент нікель зустрічається лише в руді і лише у поєднанні з іншими металами, наприклад, з арсеном. Виплавка з такої руди небезпечна для життя.
У 1751 році барон і шведський хімік Аксель Фредрік Кронстедт, який відкрив елемент нікель, намагався видобути мідь з мінералу купфернікель і отримав натомість білий метал, який він назвав «нікель» на честь злого гнома Нікеля. У сучасній німецькій мові Купфернікель і Купфер-нікель позначає сплав мельхіору.
«Купфернікель — руда, котра містить найбільшу кількість цього металу», — писав відкривач.
Назви, які згодом дали руді: нікелін (1832 р.) — французький геолог і мінералог Франсуа Сюльпіс Бьодан, і ніколіт (1868 р.) — американський геолог, мінералог Джеймс Дуайт Дана, відносяться до присутності нікелю; латинською мовою niccolum.
У 1971 році Міжнародна мінералогічна асоціація рекомендувала використовувати назву нікелін, а не ніколіт.

## Загальний опис
Хімічна формула: NiAs. Містить (%): Ni — 43,92; As — 56,08. Домішки: Со до 2 %, Fe, S до 1 %, Sb. Сингонія гексагональна. Утворює рідкісні кристали, пірамідальні, часто спотворені, з горизонтальною штриховкою. Густина 7,78. Твердість 5,5-6,0. Колір світлий мідно-червоний. Риса бурувато-чорна. Блиск металічний. Крихкий. Добрий провідник електрики.
Зустрічається в гідротермальних кобальто-нікелево-срібних та урано-бісмутових родовищах разом з сульфідами та арсенідами нікелю, кобальту й з самородним бісмутом і сріблом. Асоціація: скуттерудит, сафлорит, рамельсбергіт, герсдорфіт, маухерит, брейтхауптит, майченерит, бісмутиніт.
Відомий у родовищах Рудних гір (ФРН, Чехія) і Кобальт (провінція Онтаріо, Канада), Шладмінг (Штирія, Австрія), Хову-Акси (Тува), Берикуль (Західний Сибір, Росія), Яхимів (Йоахімсталь), Чехія. Департамент Ізер, Франція. У США — штат Колорадо. Кочабамба, Болівія. Бу-Аззер, Марокко. На захід від Енарек, центральний Іран. Північний Захід В'єтнаму.
Застосовується як руда нікелю. Збагачується важкосередовищною сепарацією, флотацією в колективний мідно-нікелевий концентрат з подальшою селекцією прямою флотацією.